# Новиков, Валерий Андреевич
Валерий Андреевич Новиков (14.07.1937, с. Горлово Горловского района Московской области, ныне Скопинский район Рязанской области — 10.07.2006, Москва) — российский инженер-исследователь, специалист в области создания регистрирующей аппаратуры для физических измерений.

## Биография
В 1963 году окончил Всесоюзный заочный энергетический институт.
С 1955 по 1961 год работал на предприятии п/я 1395 в Москве: техник, старший техник, инженер.
С 1961 по 2002 год — сотрудник НИИИТ (ВНИИА): слесарь-электромонтажник, инженер, старший инженер, начальник группы, начальник лаборатории, старший научный сотрудник, начальник научно-исследовательской лаборатории, начальник группы, ведущий инженер-исследователь.

## Награды
Лауреат премии Совета Министров СССР 1986 г. — за разработку и внедрение в производство новой полигонной измерительной аппаратуры.
Награждён медалями «За трудовую доблесть», «Ветеран труда», «В память 850-летия Москвы».